# Guariviara
Guariviara o Gwaribiara es un corregimiento del distrito de Jirondai en la comarca Ngäbe-Buglé, República de Panamá. La localidad tiene 5.096 habitantes (2010).
Hasta 2012 pertenecía al distrito de Kankintú.